# جودي رادين
جودي رادين (بالإنجليزية: Judi Radin)‏ هي لاعبة الجسر ‏ أمريكية، ولدت في 1950.